# بتن کریستالی
بتن نمونه مناسبی برای توصیف یک ماده نفوذ پذیر و متخلخل است و آب به عنوان ویرانگر بزرگ (حلال و واسطه واکنش) مهم‌ترین عامل نابودی مصالح ساختمانی به‌شمار می‌رود. منافذ و سوراخ‌های داخلی بتن را تخلخل آن می‌نامند که به صورت درصدی از مجموع حجم کل ماده نشان داده می‌شود و نفوذ پذیری توانایی عبور آب در فشار بین منافذ ماده و مدت زمان نشت از منافذ است. این خاصیت‌ها به کمک یکدیگر اجازه تشکیل مسیری برای انتقال آب به درون ماده را همراه با ایجاد شکافی که هنگام انقباض به وجود می‌آید، می‌دهد. برای اینکه بتن را واترپروف کنیم باید از مواد مضاف دیگری که منافذ بتن را به صورت یکنواخت، میکرونیزه و مسدود می‌کنند استفاده نمود. این مواد باید در واکنش‌های هیدراسیونی و در زمان ژل شدن و فرم‌گیری سیمان، عامل تولید سیلیکات و کریستاله شدن آن در جدار منافذ باشند. نفوذپذیری با یک مقدار مشخص مثل ضریب نفوذپذیری توضیح داده می‌شود و عموماً به ضریب «دارسی» بازمی‌گردد. نفوذپذیری آب در یک ترکیب بتنی شاخص خوبی برای سنجش کیفیت کارایی بتن است. ضریب «دارسی» کم نشان دهنده غیرقابل نفوذ بودن و کیفیتی بالا برای مصالح است با اینکه بتن ماده‌ای با نفوذپذیری نسبتاً کم است، اما برای دست یابی به بتن با کارایی‌های خاص نیاز به ضدآب کردن برای جلوگیری از نشت میان شکاف‌ها دارد.

## تأثیر جریان بخار و رطوبت ناشی از آن در بتن
آب همچنان در قالب بخار همانند رطوبت نسبی انتقال می‌یابد. رطوبت نسبی همان آب موجود در هوا به صورت یک گاز محلول است. زمانیکه دمای بخار آب بالا می‌رود، آب زیاد آن فشاربخاری ایجاد می‌کند. آب به صورت بخار نیز به میان بتن انتقال می‌یابد. مسیر جریان از فشار بخار زیاد، عموماً منابع، به فشار بخار کم با یک فرایند انتشار است. مسیر انتشار بسیار متکی بر شرایط محیطی است. جریان انتشار بخار، زمانیکه اجرای ضدآب کردن در مکان‌هایی که فشار بخار آب موجود به صورت غیر یکنواخت است، بحرانی است. چند نمونه از این موارد شامل:
- استفاده از پوسته ایی کدر مقابل بخار بسیار کم نفوذپذیراست، مانند یک پوشش حرکتی روی یک بتن مرطوب [ولواینکه پوشش رویی خشک باشد] در یک روز گرم، در اثر فشار بخار، فشار موجود افزایش یافته وباعث طبله شدن یا تاول زدن بتن می‌شود.
- بکار بردن یک اندود یا بتونه برای دیوارهای خارجی یک بنا ممکن است در صورت بقدر کافی نفوذ پذیر نبودن بتونه در مقابل بخار، رطوبت را به داخل دیوارها انتقال دهد.
- استفاده از کف با قابلیت نفوذ پذیری کم در مقابل بخار روی یک دال شیبدار در محل‌های زیر سطحی در برخورد بارطوبت بالا ممکن است باعث تورق (لایه لایه شدن) کف گردد.

عموماً یک بتونه یا پوشش کم نفوذ در برابر بخار نباید روی سطح داخلی یک بنا یا سازه قرار داده شود. فشار بخار یا فشار آب برای خراب کردن یا طبله کردن اندود عمل خواهد کرد. بعضی ازانواع پوشش‌ها و افزودنی‌های کاهنده آب در بتن حرکت بخار آب را به‌طور قابل ملاحظه‌ای اصلاح می‌کنند و بدین صورت اجازه می‌دهند از آن‌ها در قسمت داخلی استفاده شود. مثال‌های اولیه پوشش‌های ضدآب سیمانی و مواد افزودنی تقلیل دهنده نفوذ آب می‌باشند.

## چگونگی عملکرد فناوری ضدآب کردن کریستالی
ضدآب بودن بر پایه دو واکنش ساده شیمیایی و فیزیکی اتفاق می‌افتد. بتن ماده‌ای شیمیایی است و زمانیکه ذرات سیمان هیدراته می‌شوند، واکنش بین آب و سیمان باعث می‌شود [بتن] شروع به سختی کند، توده‌ای صلب گردد. همچنین واکنشی شیمیایی با مواد پنهان داخل بتن اتفاق می‌افتد.
ضدآب کردن کریستالی، مجموعه‌ای از مواد شیمیایی دیگر را در [بتن]جمع می‌کند. زمانیکه مواد شیمیایی اجزاء سیمان هیدراته شده و مواد شیمیایی کریستالی در حضور رطوبت قرار می‌گیرند، واکنشی شیمیایی اتفاق می‌افتد، محصول نهایی این واکنش ساختار کریستالی غیرقابل حلی است. این ساختار کریستالی فقط در مکان‌های مرطوب می‌تواند اتفاق بیفتد و بدین ترتیب در منافذ، شیارهای موئین و ترک‌های ناشی از جمع شدگی بتن شکل خواهد گرفت. هرجایی نشت آب صورت پذیرد ضدآب کریستالی با پر کردن منافذ و سوراخ‌ها و شکاف‌ها ایجاد خواهد گردید. زمانیکه ضدآب کریستالی در سطوح همانند یک پوشش یا همانند عملکرد پاشش خشک روی دال بتنی تازه بکار گرفته می‌شود، فرایندی به نام انتشار شیمیایی رخ می‌دهد. طبق نظریه انتشار، محلول بادانسیته بالا میان محلولی با دانسیته پائین جا خواهد گرفت تا این دو متعادل گردند.

## الهام از برگ گل نیلوفر
تکنولوژی نانوی بکار رفته در تولید این ماده با ارزش از مکانیزم برگ گل نیلوفر آبی الهام گرفته شده‌است و این یعنی ایجاد
سطوحی با خاصیت:
- خود آب گریز و قابلیت تنفس بتن (جلوگیری از نفوذ آب به داخل بتن)
- جلوگیری از یون کلر و سایر مواد شیمیایی خورنده به داخل بتن
- جلوگیری از حملات سولفاتی و قلیایی شدن
- مقاوم‌سازی سازه در برابر نمک‌های یخ زدا
- ممانعت از ایجاد جلبک بر روی سطح بتن.[۱]

## انواع بناها و کاربرد مناسب فناوری کریستالی
فناوری حفاظت وضدآب کردن کریستالی در دو شکل پودرومایع وجود دارد.
سه روش بکارگیری متفاوت شامل:
1. استفاده کردن بر روی یک ساختار موجودبه عنوان مثال یک دیوار سازه‌ای با یک دال کف.
2. ترکیب مستقیم با مقداری بتن در کارگاه همانند یک افزودنی.
3. پاشیده مثل یک پودر خشک، کاربرد سبز یا بدون رطوبت ماده خشک روی سطح بتن.[۴]

## نتیجه‌گیری
فناوری کریستالی دوام و کارایی ساختار بتن را بهبود بخشیده، هزینه‌های نگهداری آن را پائین آورده و با محافظت کردن بتن در مقابل تأثیرات مواد شیمیایی مهاجم، طول عمر آن را افزایش می‌دهد. این کیفیت کارایی بالا از راه کار با فناوری کریستالی منتج می‌گردد. زمانیکه فناوری کریستالی در بتن استفاده می‌گردد، ضدآب کردن و دوام بتن را با پر کردن و مسدود ساختن منافذ، شیارهای موئین، شکاف‌های بسیار ریز و دیگر سوراخ‌ها به وسیلهٔ یک فرم کریستالی بسیار مقاوم حل نشدنی، اصلاح می‌کند.